# Zelda Wynn Valdes
Zelda Barbour Wynn Valdes, née le 28 juin 1905 à Chambersburg et morte le 26 septembre 2001, est une styliste et costumière afro-américaine.

## Biographie

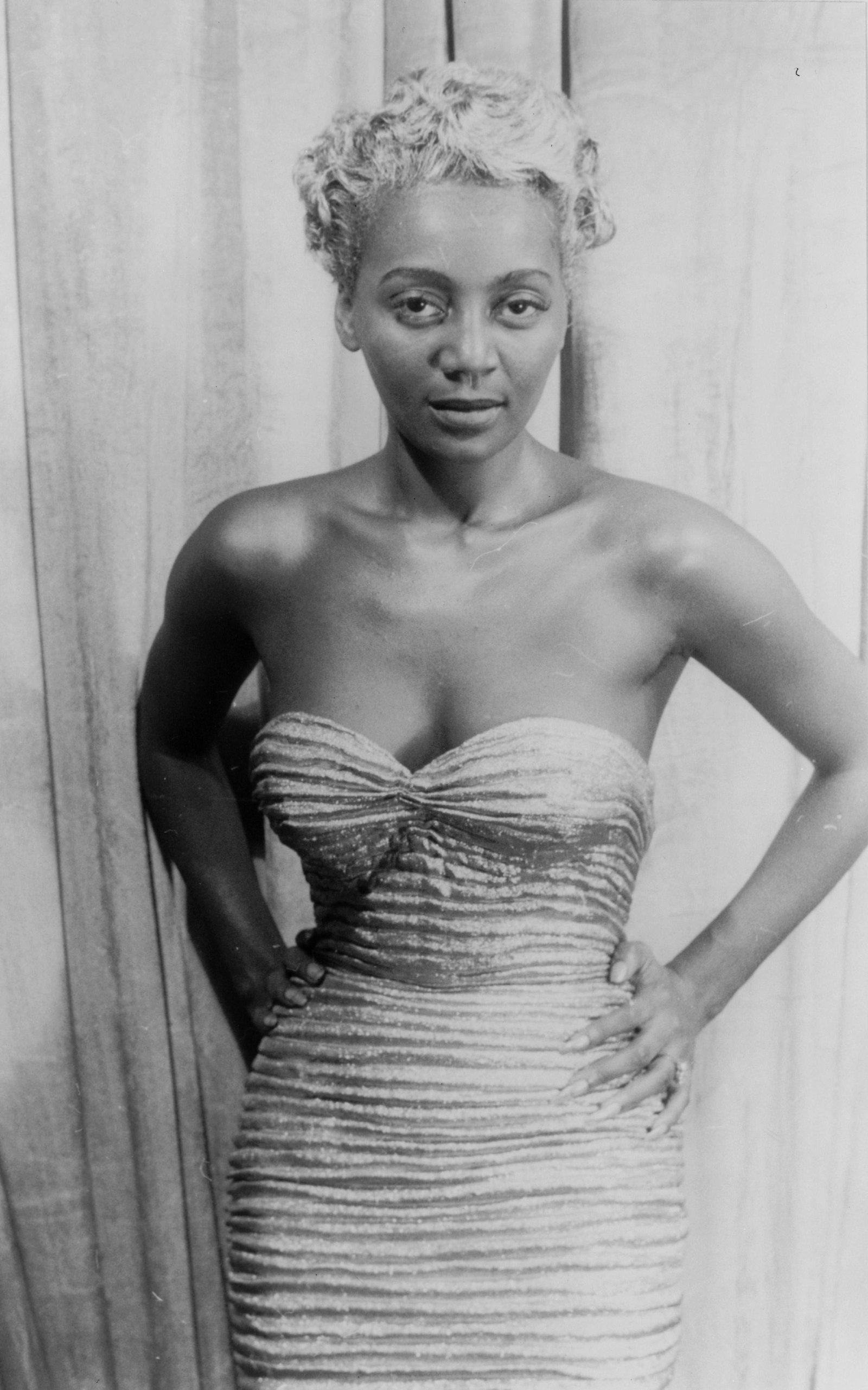
Joyce Bryant portant une création de Zelda Barbour Wynn Valdes. Image de Carl Van Vechten.

Zelda Wynn Valdes naît Zelda Christian Barbour le 28 juin 1905 à Chambersburg (Pennsylvanie), dans une famille de la classe ouvrière. Elle grandit à Chambersburg et apprend les rudiments de la couture auprès de sa grande-mère, elle-même couturière. Elle prend également des cours de piano classique au Catholic Conservatory of Music et devient une musicienne douée.
En 1923, alors diplômée du lycée de Chambersburg, elle déménage avec ses parents à White Plains (New York). Elle y commence sa carrière professionnelle en travaillant dans la boutique de son oncle, tailleur. Dans les années 1930, après avoir longtemps été reléguée à la gestion des stocks, elle devient la première vendeuse puis tailleuse noire de la boutique haut de gamme dans laquelle elle travaille. Sa carrière commence au zénith de la ségrégation raciale liée aux lois Jim Crow, limitant en grande partie les couturières noires aux rangs des travailleurs à bas salaires. Le titre de « créateur » ou « couturier » est alors généralement réservé aux hommes blancs de renom.
En 1948, Valdes ouvre une boutique à Manhattan, à Broadway, sur la West 158th Street, devenant la première personne noire à posséder un magasin à Broadway,. Elle y vend ses créations, des robes, à des actrices et autres personnalités artistiques telles Marian Anderson, Edna Mae Robinson (en), Josephine Baker, Eartha Kitt, Marlene Dietrich, Mae West, Dorothy Dandridge, Ruby Dee, Ella Fitzgerald, Joyce Bryant, Diahann Carroll, Gladys Knight,. En 1948, elle est mandatée pour créer la robe de mariée de Maria Hawkins, qui s'apprête à épouser Nat King Cole. Elle se distingue par sa capacité à réaliser des vêtements ajustés sans avoir pris préalablement les mesures de la personne pour qui elle réalise le vêtement.
Elle participe en 1949 à la fondation du National Association of Fashion and Accessories Designers, un groupe de soutien à destination des femmes designers noirs en les aidant à construire leur réseau, faire face aux discriminations et promouvoir la diversité raciale dans l'industrie de la mode ; elle en prend également la direction,.
À la fin des années 1950, elle déplace sa boutique dans le quartier de Midtown, à côté du Carnegie Hall, qu'elle baptise « Chez Zelda », et embauche neuf couturières,. Le prix de ses robes peut alors atteindre 1 000 dollars. Ayant monté un partenariat avec Hugh Hefner au début des années 1960, elle est souvent créditée de la création du fameux costume de lapine de Playboy, le Playboy Bunny : son rôle a depuis été relativisé, bien qu'elle et son équipe aient sans doute participé à la création de costumes pour Playboy à ce moment-là,. Dans la foulée, elle lance « Zelda at the Playboy », des défilés de mode organisés au sein des Playboy Club,. Au milieu des années 1960, elle lance des cours de design de mode auprès de la jeunesse de Harlem et participe à la fondation du Harlem Youth Orchestra avec Lester Wilson.
En 1970, Arthur Mitchell, le premier danseur étoile noir du New York City Ballet et fondateur du Dance Theatre de Harlem, l’enrôle pour la réalisation des costumes de sa compagnie. Dans le cadre de cette collaboration, elle conçoit et réalise les costumes de plus de 80 productions ; ses créations sont originales, elle innove notamment en teignant les collants des danseurs dans des couleurs qui s'harmonisent avec leur couleur de peau,. 
Chez Zelda ferme ses portes en 1989.
Zelda Wynn Valdes meurt le 26 septembre 2001.